# Priemjer-Liga w szachach
Priemjer-Liga (ros. Премьер-лига) – najwyższa klasa drużynowych rozgrywek szachowych w Rosji. Zwycięzca ligi zostaje mistrzem Rosji.

## Historia
Rozgrywki ligowe w Rosji rozpoczęły się w 1992 roku, bezpośrednio po rozpadzie ZSRR. W latach 90. z przyczyn finansowych rozgrywki nie cieszyły się wysokim prestiżem, a w sezonach 1993 i 1997 liga nie odbyła się. Aby zwiększyć atrakcyjność rozgrywek, w 2001 zmieniono format ligi na dwuetapowy, jednak w 2004 roku zarzucono ten pomysł. W tym okresie liga zwiększyła renomę z uwagi na dołączenie znaczących sponsorów i wielu czołowych arcymistrzów.

## Medaliści
| Sezon | 1. miejsce                 | 2. miejsce                        | 3. miejsce                     | Źródło                     |
| ----- | -------------------------- | --------------------------------- | ------------------------------ | -------------------------- |
| 1992  | Petersburg                 | Chorda Czelabińsk                 | CSKA Moskwa                    | [ 2 ]                      |
| 1993  | mistrzostwa nie odbyły się | mistrzostwa nie odbyły się        | mistrzostwa nie odbyły się     | mistrzostwa nie odbyły się |
| 1994  | Kadyr Ufa                  | Wektor Nowosybirsk                | CSKA Moskwa                    | [ 3 ]                      |
| 1995  | Nowaja Sibir Nowosybirsk   | Tattransgaz-Itil Kazań            | FINEK Petersburg               | [ 4 ]                      |
| 1996  | Ładja Azow                 | Tattransgaz-Itil-1 Kazań          | Don-SDJuSSzOR Rostów nad Donem | [ 5 ]                      |
| 1997  | mistrzostwa nie odbyły się | mistrzostwa nie odbyły się        | mistrzostwa nie odbyły się     | mistrzostwa nie odbyły się |
| 1998  | Sbierbank-Tatarstan Kazań  | Uniwersitet Majkop                | Petersburg                     | [ 6 ]                      |
| 1999  | Chimik Biełorieczensk      | Sibir Tomsk                       | Petersburg Lentransgaz         | [ 7 ]                      |
| 2000  | Petersburg Lentransgaz     | Sibir Tomsk                       | Uniwersitet Majkop             | [ 8 ]                      |
| 2001  | Petersburg Lentransgaz     | Norilskij Nikiel Norylsk          | Gazowik Tiumeń                 | [ 9 ]                      |
| 2002  | Ładja Kazań-1000           | Norilskij Nikiel Norylsk          | Petersburg Lentransgaz         | [ 10 ]                     |
| 2003  | Ładja Kazań-1000           | Norilskij Nikiel Norylsk          | Tomsk-400-Jukos                | [ 11 ]                     |
| 2004  | Tomsk-400-Jukos            | Norilskij Nikiel Norylsk          | Maks Wien Jekaterynburg        | [ 12 ]                     |
| 2005  | Tomsk-400                  | Maks Wien Jekaterynburg           | Ładja Kazań-1000               | [ 13 ]                     |
| 2006  | Urał Jekaterynburg         | TPS Sarańsk                       | Tomsk-400                      | [ 14 ]                     |
| 2007  | Tomsk-400                  | Urał Jekaterynburg                | Elara Czeboksary               | [ 15 ]                     |
| 2008  | Urał Jekaterynburg         | Ekonomist-SGSEU 1 Saratów         | TPS Sarańsk                    | [ 16 ]                     |
| 2009  | Tomsk-400                  | SzSM-64 Moskwa                    | Urał Jekaterynburg             | [ 17 ]                     |
| 2010  | SzSM-64 Moskwa             | SPBSzF Petersburg                 | Ekonomist-SGSEU 1 Saratów      | [ 18 ]                     |
| 2011  | SzSM-64 Moskwa             | Tomsk-400                         | SPBSzF Petersburg              | [ 19 ]                     |
| 2012  | Tomsk-400                  | SPBSzF Petersburg                 | SzSM-64 Moskwa                 | [ 20 ]                     |
| 2013  | SPBSzF Petersburg          | Małachit Jekaterynburg            | Jugra Chanty-Mansyjsk          | [ 21 ]                     |
| 2014  | Małachit Jekaterynburg     | SzSM Nasze Nasledije Moskwa       | SPBSzF Petersburg              | [ 22 ]                     |
| 2015  | Sibir Nowosybirsk          | Uniwersitet Biełorieczensk        | Miednyj Wsadnik Petersburg     | [ 23 ]                     |
| 2016  | Miednyj Wsadnik Petersburg | SzSM Legacy Square Capital Moskwa | Sibir Nowosybirsk              | [ 24 ]                     |
| 2017  | Sibir Nowosybirsk          | SzSM Legacy Square Capital Moskwa | Małachit Jekaterynburg         | [ 25 ]                     |
| 2018  | Miednyj Wsadnik Petersburg | SzSM Legacy Square Capital Moskwa | Mołodiożka Tiumeń              | [ 26 ]                     |
| 2019  | Miednyj Wsadnik Petersburg | SzSM Legacy Square Capital Moskwa | SzK Sima-Land Jekaterynburg    | [ 27 ]                     |
| 2020  | Miednyj Wsadnik Petersburg | FSzM Moskwa                       | Mołodiożka Tiumeń              | [ 28 ]                     |
| 2021  | Miednyj Wsadnik Petersburg | SzSM Moskwa                       | Gogolewski 14 Moskwa           | [ 29 ]                     |
| 2022  | SzSM Moskwa                | Miednyj Wsadnik Petersburg        | KPRF Moskwa                    | [ 30 ]                     |
| 2023  | SzSM Moskwa                | KPRF Moskwa                       | Moskowskaja obłast             | [ 31 ]                     |
| 2024  | KPRF Moskwa                | SzSM Moskwa                       | RSzSz Moskwa                   | [ 32 ]                     |
| 2025  | KPRF Moskwa                | Riespublika Biełarus´             | SzSM Moskwa                    | [ 33 ]                     |